# Riseberga socken
Riseberga socken i Skåne ingick i Norra Åsbo härad, ingår sedan 1974 i Klippans kommun och motsvarar från 2016 Riseberga distrikt.
Socknens areal är 137,50 kvadratkilometer varav 134,71 land. År 2000 fanns här 3 360 invånare. Slottet och det tidigare klostret Herrevadskloster, tätorten Ljungbyhed, kyrkbyn Riseberga med sockenkyrkan Riseberga kyrka samt orten Skäralid ligger i socknen.

## Administrativ historik
Socknen har medeltida ursprung.
Vid kommunreformen 1862 övergick socknens ansvar för de kyrkliga frågorna till Riseberga församling och för de borgerliga frågorna bildades Riseberga landskommun. Landskommunen införlivade 1952 Färingtofta landskommun och uppgick 1974 i Klippans kommun. Församlingen uppgick 2010 i Riseberga-Färingtofta församling.
1 januari 2016 inrättades distriktet Riseberga, med samma omfattning som församlingen hade 1999/2000.
Socknen har tillhört län, fögderier, tingslag och domsagor enligt vad som beskrivs i artikeln Norra Åsbo härad. De indelta soldaterna tillhörde Norra skånska infanteriregementet, Norra Åsbo kompani och Skånska husarregementet, Kollaberga skvadron, Livkompaniet.

## Geografi
Riseberga socken ligger öster om Helsingborg kring Rönneå och med Söderåsen och ravinen Skäralid i söder. Socknen är en kuperad skogsbygd med odlad slättbygd i väster.

## Fornlämningar
Från bronsåldern finns gravhögar och gravrösen. Från järnåldern finns spridda gravar, fem gravfält och resta stenar.

## Namnet
Namnet skrevs 1551 Risseberig och kommer från kyrkbyn. Efterleden är berg. Förleden är ris, 'småskog'..